# KinKi Kids O正月コンサート2021
『KinKi Kids O正月コンサート2021』（キンキキッズ オしょうがつコンサート 2021）は、KinKi Kidsのライブビデオであり、初の配信ライブ映像作品。2021年4月28日にジャニーズ・エンタテイメント・レコードから発売。

## 概要
2021年1月1日に行われたKinKi Kids初の正月配信ライブ『KinKi Kids O正月コンサート2021』の模様を収録。最新アルバム『O album』からの楽曲や「硝子の少年」「愛されるより 愛したい」、総勢79名のフルオーケストラによるアコースティックアレンジの楽曲の他、少年隊の楽曲を披露したトリビュートコーナーなども収録されている。発売CMには鏡もち姿で歌う2人の映像が使用された。

## 仕様・特典
初回限定盤
- DVD盤、Blu-ray盤共に2枚組
- 特典映像として、2020年12月24日の配信ライブ『X'mas with KinKi Kids gift selection 2020』を収録
- 初回スペシャルパッケージ（筆文字の「O正月コンサート2021 KinKi Kids」は、メンバー2人が書いたもの）
- 48Pブックレット

通常盤
- DVDは2枚組、Blu-rayは1枚
- 特典映像として、完全未公開の「Anniversary」スペシャルアコースティックバージョンと「愛のかたまり」ちゃんと歌いますバージョンの2曲を収録。
- 折りポスター封入

先着購入特典
- A4サイズ クリアファイル

## 収録内容

### Blu-ray Disc1
1. Cool Beauty
2. Natural Thang
3. Bonnie Butterfly
4. Misty
5. やめないで,PURE
6. 愛されるより 愛したい
7. （MC）
8. 彗星の如く
9. 100年後の空にはなにが見えるんだろう
10. STARS
11. KANZAI BOYA
12. 薔薇と太陽
13. （MC）
14. Missing
15. 光の気配
16. 道は手ずから夢の花
17. スワンソング
18. Time
19. Glorious Days 〜ただ道を探してる
20. Family 〜ひとつになること
21. （MC）
22. What's your name?
23. FUNKY FLUSHIN'
24. Kissからはじまるミステリー
25. 硝子の少年
26. （MC）
27. 新しい時代
28. Happy Happy Greeting

《SPECIAL REEL》（通常盤のみ収録）
- Anniversary
- 愛のかたまり

### Blu-ray Disc2（初回限定盤）
《SPECIAL REEL》『X'mas with KinKi Kids gift selection 2020』
1. Harmony of December
2. SNOW! SNOW! SNOW!
3. （MC）
4. 銀色 暗号
5. 愛のかたまり
6. シンデレラ・クリスマス
7. （MC）
8. フラワー

### DVD Disc1
1. Cool Beauty
2. Natural Thang
3. Bonnie Butterfly
4. Misty
5. やめないで,PURE
6. 愛されるより 愛したい
7. （MC）
8. 彗星の如く
9. 100年後の空にはなにが見えるんだろう
10. STARS
11. KANZAI BOYA
12. 薔薇と太陽
13. （MC）
14. Missing
15. 光の気配
16. 道は手ずから夢の花
17. スワンソング
18. Time
19. Glorious Days 〜ただ道を探してる
20. Family 〜ひとつになること

### DVD Disc2（初回限定盤）
1. （MC）
2. What's your name?
3. FUNKY FLUSHIN'
4. Kissからはじまるミステリー
5. 硝子の少年
6. （MC）
7. 新しい時代
8. Happy Happy Greeting

《SPECIAL REEL》『X'mas with KinKi Kids gift selection 2020』
1. Harmony of December
2. SNOW! SNOW! SNOW!
3. （MC）
4. 銀色 暗号
5. 愛のかたまり
6. シンデレラ・クリスマス
7. （MC）
8. フラワー

### DVD Disc2（通常盤）
1. （MC）
2. What's your name?
3. FUNKY FLUSHIN'
4. Kissからはじまるミステリー
5. 硝子の少年
6. （MC）
7. 新しい時代
8. Happy Happy Greeting

《SPECIAL REEL》（通常盤のみ収録）
- Anniversary
- 愛のかたまり

## チャート成績
DVDが2.5万枚、Blu-ray Discが6.3万枚を売り上げ、2021年5月10日付の「オリコン週間DVDランキング」および「オリコン週間BDランキング」、音楽作品のDVDとBDを合計した「オリコン週間ミュージックDVD・BDランキング」で初登場1位を獲得した。映像3部門での同時1位は8作連続・通算8作目。